# Chi Bình linh
Chi Bình linh (danh pháp khoa học: Vitex) là một chi thực vật có hoa trong họ Hoa môi (Lamiaceae). Chi này có khoảng 250 loài. Loài đặc trưng của chi này là Vitex agnus-castus. Các loài trong chi Vitex sống ở khắp các vùng nhiệt đới và cận nhiệt đới, một vài loài sống ở vùng ôn đới Á-Âu.

## Loài
Một vài loài trong chi Vitex:
- Vitex agnus-castus
- Vitex altissima L.f.
- Vitex cannabifolia
- Vitex capitata
- Vitex chrysocarpus
- Vitex cofassus
- Vitex divaricata
- Vitex doniana
- Vitex incisa
- Vitex keniensis
- Vitex leucoxylon
- Vitex lignum-vitae
- Vitex lindenii
- Vitex lucens
- Vitex megapotamica
- Vitex negundo
- Vitex obovata
  - Vitex obovata ssp. wilmsii
- Vitex parviflora
- Vitex peduncularis
- Vitex pinnata
- Vitex quinata
- Vitex rotundifolia - Bình linh xoan
- Vitex trifolia
- Vitex zeyheri

## Hình ảnh

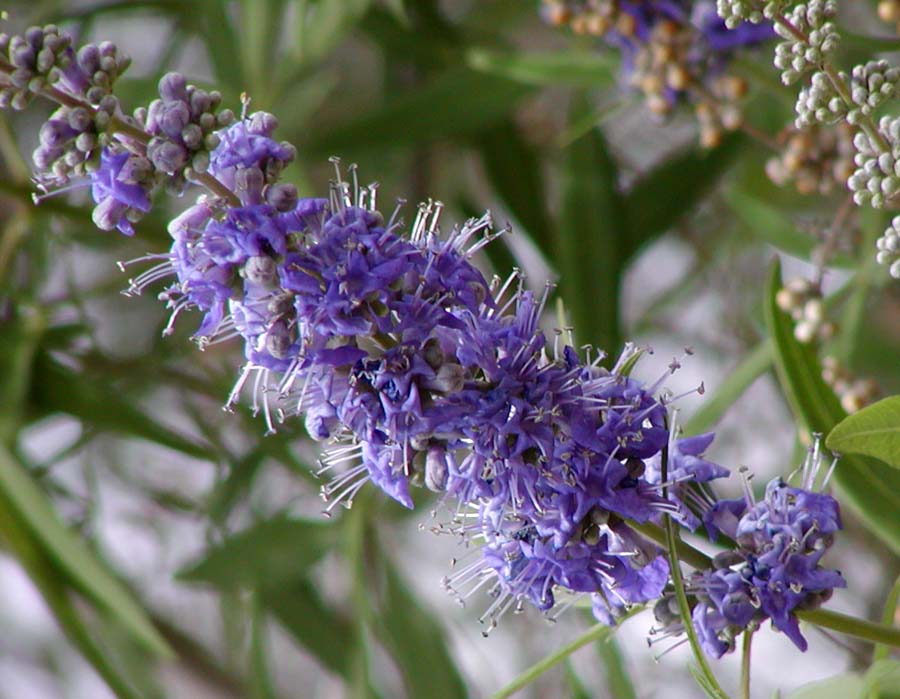
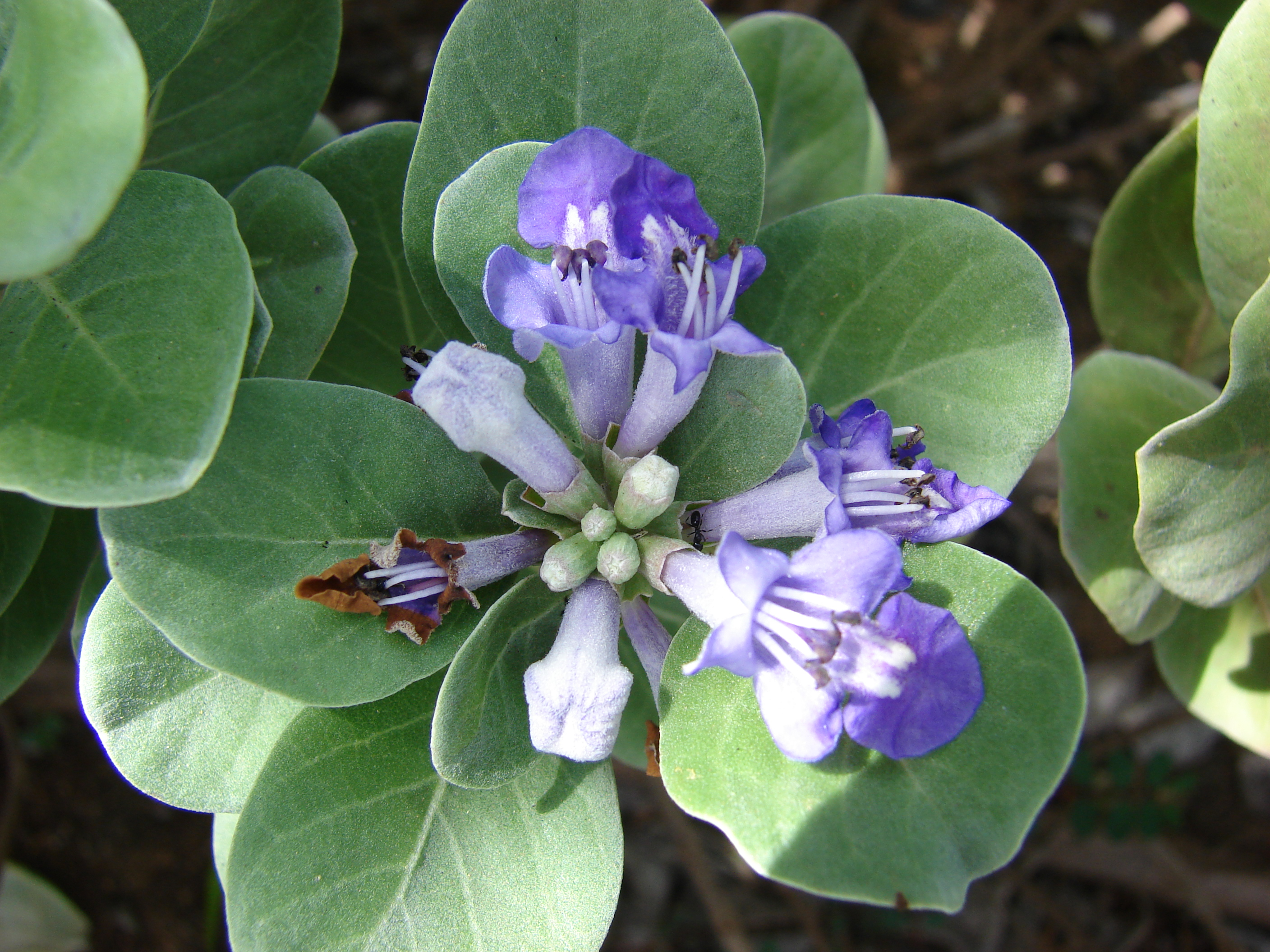
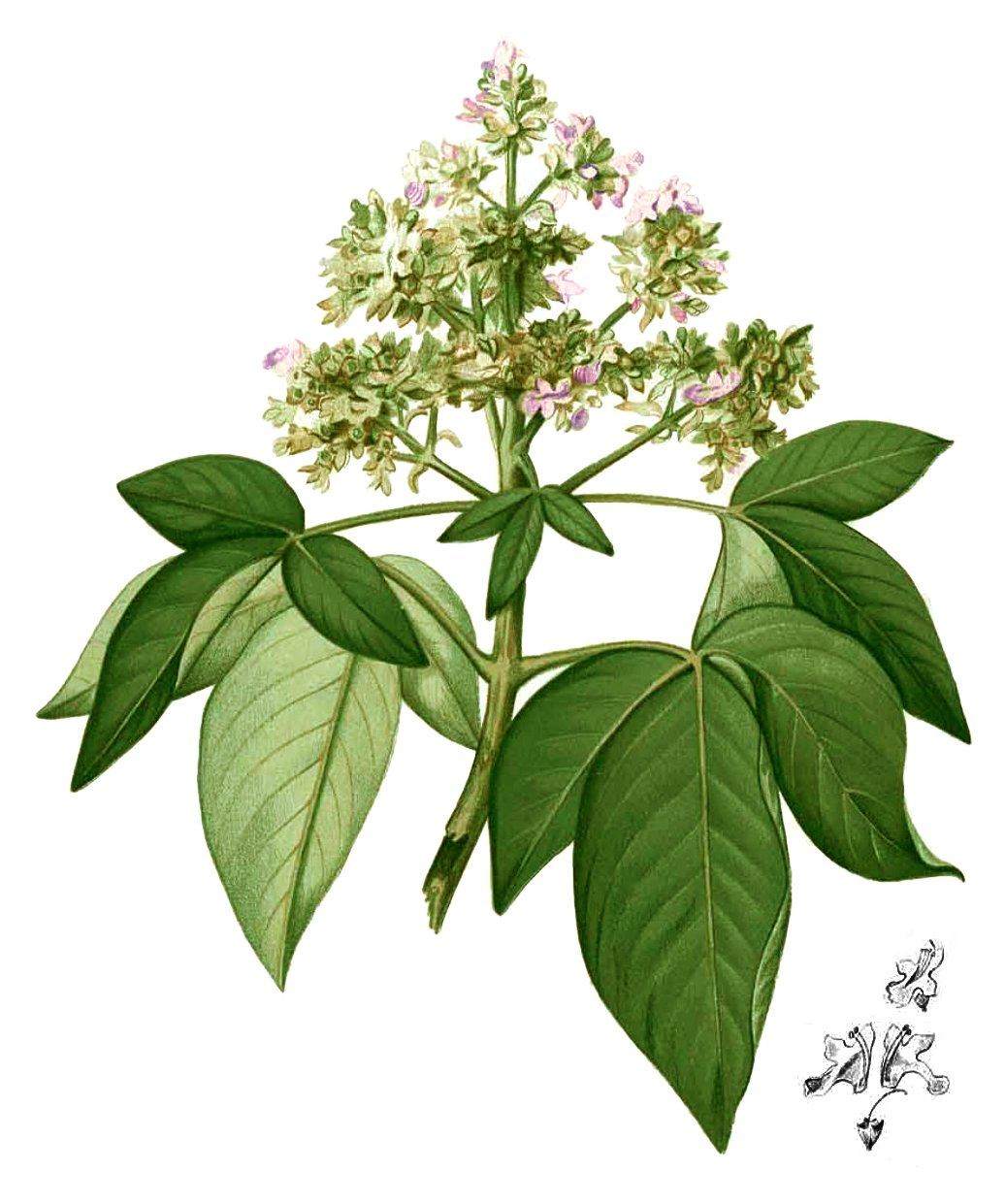
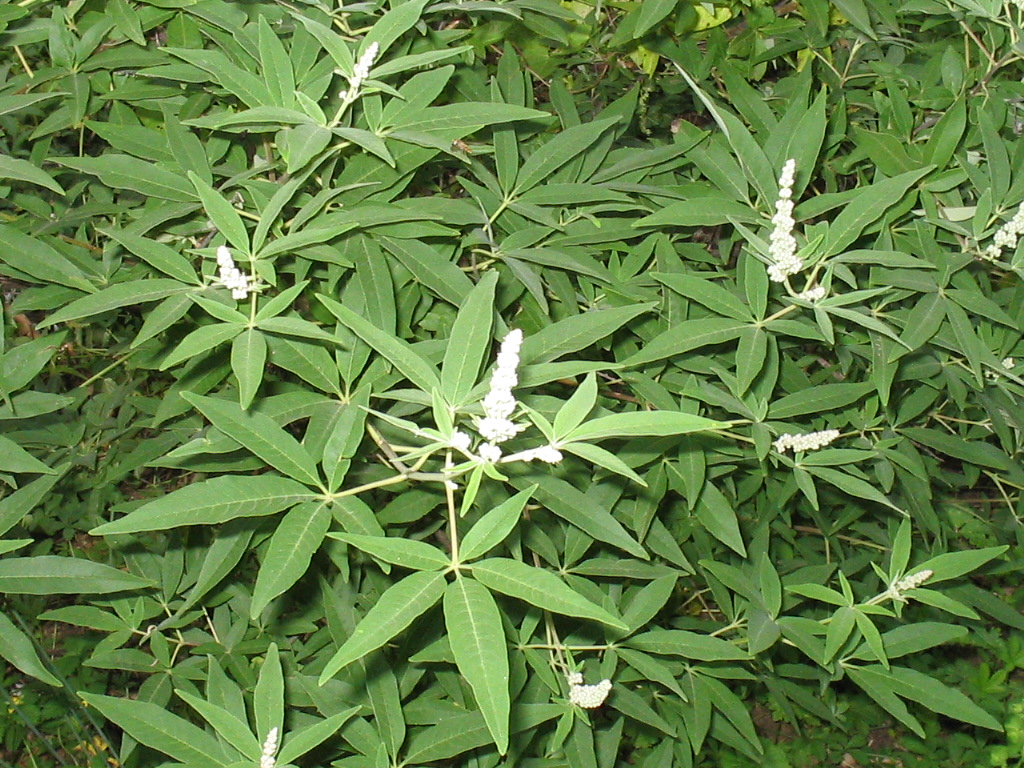

### Trước đây được xếp vào chi này
- Gmelina leichhardtii